# (4220) Flood
(4220) Flood est un astéroïde de la ceinture principale.

## Description
(4220) Flood est un astéroïde de la ceinture principale. Il fut découvert le 22 février 1988 à Siding Spring par Robert H. McNaught. Il présente une orbite caractérisée par un demi-grand axe de 2,80 UA, une excentricité de 0,19 et une inclinaison de 7,0° par rapport à l'écliptique.

## Compléments